# Hipòtesi del món d'ARN

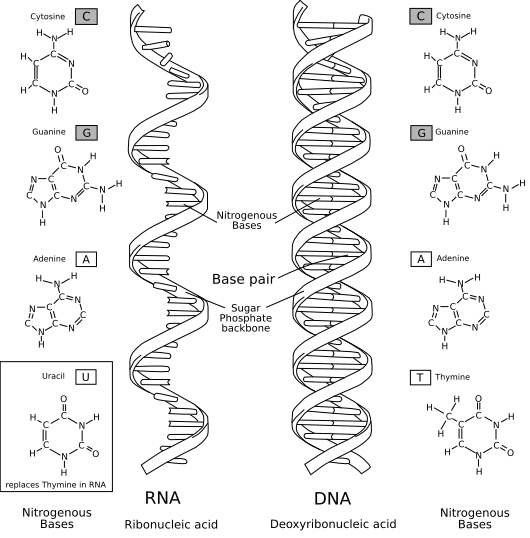
L'ARN, amb les seves bases nitrogenades, a l'esquerra; l'ADN a la dreta.

La hipòtesi del món d'ARN postula que un món ple de vida basada en àcid ribonucleic (ARN) existí abans de l'aparició de la vida actual, basada en àcid desoxiribonucleic (ADN). S'oposa a la panspèrmia i a l'abiogènesi a partir de l'ADN. L'ARN, que pot servir tant per a emmagatzemar informació, com l'ADN, com per actuar com un enzim, podria haver suportat vida cel·lular o precel·lular. Algunes hipòtesis sobre l'origen de la vida presenten la catàlisi i l'emmagatzematge d'informació basats en ARN com el primer pas en l'evolució de la vida cel·lular.
Se sosté que el món d'ARN evolucionà en el món d'ADN i de proteïnes d'avui en dia. L'ADN, gràcies la seva superior estabilitat química, prengué el paper d'emmagatzematge d'informació, mentre que les proteïnes, que són més flexibles en la càtàlisi gràcies a la gran varietat d'aminoàcids, esdevingueren les molècules catalitzadores especialitzades. La hipòtesi del món d'ARN suggereix que l'ARN de les cèl·lules actuals, especialment l'ARNr, l'ARNt i l'ARNm (diferents tipus d'ARN que ocupen una posició central en la catàlisi de la producció de proteïnes) és el vestigi evolutiu del món d'ARN.
Alexander Rich va proposar per primera vegada el concepte el 1962, i Walter Gilbert n'encunyà el terme el 1986. Cal dir que s'han proposat cicles químics alternatius, i podria ser que la vida basada en ARN no hagi estat la primera en ocórrer. Sigui com sigui, l'evidència acumulada de la hipòtesi és prou forta per rebre cada vegada una major acceptació.